# Tadej Debevec
Tadej Debevec, doktor znanosti, profesor športne vzgoje, univerzitetni učitelj, gorski vodnik z IFMGA licenco, inštruktor alpinizma in gorski reševalec * 11. september 1978, Ljubljana.
Diplomiral je leta 2006 na Fakulteti za šport Univerze v Ljubljani (COBISS). Doktoriral je na Mednarodni podiplomski šoli Jožefa Stefana z doktorsko disertacijo The use of normobaric hypoxia and hyperoxia for the enhancement of sea level and/or altitude exercise performance (COBISS). Zaposlen je na Fakulteti za šport Univerze v Ljubljani kot visokošolski učitelj in na Institutu "Jožef Stefan" kot raziskovalec na področju okoljske in športne fiziologije. Je oče treh otrok, član Združenja gorskih vodnikov Slovenije in Alpinističnega odseka Rašica.

## Pomembnejši alpinistični vzponi v Sloveniji in Evropi
- Velika Cina, Hasse - Brandler VIII+, VI, 500 m, NP
- Rušica, Za prijateljice, VIII+/VI, 200 m, NP
- Zadnjiški ozebnik, Gorska roža 7b, 200 m, NP
- Zahodna Cina, Raz veveric, VIII, VI, 500 m NP
- Civeta, Phillip-Flamm, VII-, VI, 800 m NP
- Tofana di Rozes, Constantini-Apollonio VII+/V, 500 m, NP
- Punta Fiames, Paolo Rodela, VIII+/V, 400 m
- Tore Trieste, Cassin-Ratti, VII+/V, 600 m, NP
- Petites Jorasses, Anouk 6c, 600 m, NP
- Tofana, Campagni di marenda, 7b, 6b+, 320 m, NP
- Trenta, Prstan, WI 4, PRV

## Športno plezanje
- Mišja peč, Sreča vrtnice 8b
- Mišja peč, Izgubljeni sin, 8a+
- Mišja peč, Ptičja perspektiva, 8a+
- Mišja peč, Sonce v očeh, 8a+
- Osp, Fantastic Voyage, 8a/a+
- Mišja peč, Albanski konjak 8a
- Kalymnos, Laurent y a quelque un 7c+, NP
- Rodellar, No limit 7c+, NP
- Geyikbayiri, Pumping on big mother's breasts 7c+, NP
- Kalymnos, Zawinul Syndicate 7c/c+, NP
- Osp, Fragile, 7c, NP
- Goeltasch, Prasbeton 7c, NP
- Céüse, Vagabond d'occident, 7c, NP
- Kalymnos, Egocentrismo 7c, NP
- Aniča Kuk, Black magic woman, 7b+, 250 m, NP
- Osp velika stena, Goba 7c, 6c , 130 m

## Odprave:
ZDA 2001
- Hallet Peak, Culp-Bossier, 5.8, 400 m
- Spearhead, Sykes Sicle, 5.9+, 320 m
- Fisher Towers, Stolen Chimney, 5.10d, 100 m
- Royal Arches, The Royal Arches Route, 5.9, 400 m

Indija 2004
- Cilj je bil 7075 m visoki Sathopanth. Slabo vreme je onemogočilo vzpon na vrh, dosegli višino 6200 m.

JAR 2005
- Športno plezanje do 7b+ na pogled.